# Katholieke Kerk in Myanmar
De Katholieke Kerk in Myanmar is een onderdeel van de wereldwijde Katholieke Kerk, onder het geestelijk leiderschap van de paus en de curie in Rome. 
In 2021 woonden ongeveer 708.000 (1,3%) katholieken in Myanmar. Myanmar bestaat uit drie kerkprovincies, met 16 bisdommen die de Romeinse ritus volgen, waaronder 3 aartsbisdommen. De bisschoppen zijn lid van de bisschoppenconferentie van Myanmar. President van de bisschoppenconferentie is kardinaal Charles Maung Bo, aartsbisschop van Yangon.
Sinds 1990 heeft Myanmar een apostolisch delegaat en sinds 2017 een apostolisch nuntius. De laatste nuntius, aartsbisschop Paul Tschang In-Nam, werd in 2022 nuntius voor Nederland. Sindsdien is er geen nuntius meer aangesteld voor Myanmar.
Paus Franciscus bezocht Myanmar in 2017. 

## Indeling
- Kerkprovincie Mandalay:
  - Aartsbisdom Mandalay
  - Bisdom Banmaw
  - Bisdom Hakha
  - Bisdom Kalay
  - Bisdom Lashio
  - Bisdom Myitkyina
- Kerkprovincie Taunggyi:
  - Aartsbisdom Taunggyi
  - Bisdom Kengtung
  - Bisdom Loikaw
  - Bisdom Pekhon
  - Bisdom Taungngu
- Kerkprovincie Yangon:
  - Aartsbisdom Yangon
  - Bisdom Hpa-an
  - Bisdom Mawlamyine
  - Bisdom Pathein
  - Bisdom Pyay

## Nuntius

### Apostolisch delegaat
- Aartsbisschop Alberto Tricarico (22 december 1990 - 26 juli 1993)
- Aartsbisschop Luigi Bressan (26 juli 1993 - 25 maart 1999)
- Aartsbisschop Adriano Bernardini (24 juli 1999 -26 april 2003)
- Aartsbisschop Salvatore Pennacchio (20 september 2003 - 8 mei 2010)
- Aartsbisschop Giovanni D’Aniello (22 september 2010 - 10 februari 2012)

### Apostolisch Nuntius
- Aartsbisschop Paul Tschang In-Nam (delegaat: 4 augustus 2012, nuntius: 12 augustus 2017 - 16 juli 2022)

## Pauselijk bezoek
Paus Franciscus bezocht Myanmar eenmaal: 
- 27 november 2017 - 30 november 2017: apostolische reis van paus Franciscus naar Myanmar

## Kardinalen
Het land had in haar geschiedenis slechts één kardinaal. Charles Maung Bo, aartsbisschop van Yangon, werd in 2015 kardinaal gecreëerd. 